# Vol Aeroflot 04
Le vol Aeroflot 04 (russe : Рейс 04 Аэрофлота Reys 04 Aeroflota) est un vol passager domestique régulier de Khabarovsk à Moscou avec une escale à Irkoutsk qui s'écrase le 15 août 1958, tuant les 64 passagers et membres d'équipage à bord de l'avion. C'est le premier accident mortel impliquant un Tupolev Tu-104.

## Avion
L'avion impliqué dans l'accident est un Tupolev Tu-104A équipé de deux moteurs Mikouline AM-3 immatriculé СССР-Л5442 à la Direction de l'aviation civile de Moscou d'Aeroflot, le transporteur national. Au moment de l'accident, l'avion totalise 1041 heures de vol et 401 cycles de pressurisation.

## Accident
Les prévisions météorologiques reçues par l'équipage pour la route Khabarovsk-Irkoutsk indiquent que des nuages cumulonimbus et stratiformes sont présents entre 300 et 600 mètres d'altitude à l'aéroport de Khabarovsk, et que des orages avec pluie sont présents dans la région de Birobidzhan - Magdagachi. La visibilité varie de 4 à 10 kilomètres. Le départ de l'aéroport de Khabarovsk est retardé de 3 heures et 35 minutes, les passagers et l'équipage n'embarquant qu'à 21h45 heure locale (14h45 heure de Moscou).
À 21h50, le vol 04 reçoit l'instruction de maintenir le vol à une altitude de 9000 mètres. Après avoir volé 150 kilomètres en route, le vol rencontre des nuages cumulus touffus dont les sommets sont trop hauts pour les survoler en toute sécurité. Après avoir reçu la permission du contrôleur, l'équipage évite les nuages avant de changer d'altitude comme dirigé par le contrôleur aérien. À une altitude de 8600 mètres, l'équipage demande la permission d'augmenter l'altitude pour éviter plus de nuages cumulus. Le contrôleur aérien donne au vol la permission de voler à 11000 mètres jusqu'à ce qu'il passe Arkhara, où il doit descendre à 9000 mètres. À 11000 mètres, les nuages sont toujours présents, le vol reçoit donc la permission de monter à 12000 mètres. À 22h12, le vol rapporte passer à une altitude de 11600 mètres et que les étoiles sont visibles.
À 22h14, le capitaine rapporte avoir atteint l'altitude de 12000 mètres. L'équipage de vol déclare voir des nuages cumulus intenses devant eux et revenir à Khabarovsk s'ils ne peuvent pas éviter les nuages. À 22h18, le contrôleur contacte le vol 4 mais une voix agitée ne répond que "une minute, une minute". La deuxième tentative de communication à 22h19 est accueillie par la même réponse, mais le vol 4 ne répond plus aux appels suivants. Entre 22h20 et 22h25, l'avion s'écrase dans une forêt dense à 215 kilomètres au nord-ouest de l'aéroport de Khabarovsk, impactant le sol à un angle de 60°, laissant un champ de débris de 450 mètres de large. Toutes les 64 personnes à bord sont tuées dans l'accident.

## Enquête
L'enquête montre que l'avion reste intact jusqu'à ce qu'il s'écrase dans la forêt, écartant une décompression. Deux bombardiers Tupolev Tu-16 volant à environ 150-200 kilomètres au nord de la route du vol 4 entre 11000 et 12000 mètres rapportent la présence de forts courants ascendants dans les nuages cumulonimbus. Le poids du Tu-104 au décollage est de 66 tonnes, ce qui limite l'altitude maximale de vol en toute sécurité à 11700 mètres à puissance moteur standard ; des altitudes de 12000 mètres ne peuvent être atteintes en toute sécurité par le Tu-104 que par temps calme. Les conditions météorologiques dans la région de Birobidzhan - Arkhara - Magdagachi sont plus complexes que la description reçue par l'équipage, avec des nuages cumulonimbus atteignant des altitudes de plus de 12000 mètres. En tentant d'éviter les nuages, l'avion de ligne augmente son altitude à des niveaux dangereux pour l'avion au poids actuel, et combiné avec les courants ascendants présents dans les nuages, l'avion décroche, les moteurs s'éteignent et le train d'atterrissage est déployé. La panne des moteurs et la désorientation de l'équipage, accompagnée de la panne des horizons artificiels, rendent la récupération presque impossible.
Les causes secondaires de l'accident sont citées comme suit :
1. Échec des contrôleurs aériens et du commandant de bord à analyser en profondeur les conditions météorologiques au moment, ce qui provoque le vol dans des conditions météorologiques dangereuses en violation du manuel de vol.
2. Le retard de trois heures et 35 minutes du départ du vol de Khabarovsk, pendant lequel les conditions météorologiques se détériorent considérablement.
3. Préparation insuffisante au départ de la part des navigateurs.
4. Les prévisions météorologiques fournies à l'équipage de vol ne spécifient pas l'altitude maximale des nuages.
5. Il n'y a pas d'indicateurs clairs pour l'altitude maximale sûre du Tu-104 avec le poids de décollage donné.
6. Il n'existe pas de procédures définies en cas de décrochage.

Des accidents ultérieurs démontrent que lorsqu'un Tu-104 vole dans certaines conditions atmosphériques, par temps clair et près des orages, l'avion est sujet à une perte de stabilité longitudinale, pouvant être suivie par le déploiement du train d'atterrissage, une panne moteur et une panne d'horizon artificiel. À l'époque, les problèmes de haute vitesse de décrochage du Tu-104, facilités par une mécanisation faible de l'aile et les autres problèmes mécaniques mentionnés ne sont pas bien connus.